# Nirsa
Nirsa è una suddivisione dell'India, classificata come census town, di 13.903 abitanti, situata nel distretto di Dhanbad, nello stato federato del Jharkhand. In base al numero di abitanti la città rientra nella classe IV (da 10.000 a 19.999 persone).

## Geografia fisica
La città è situata a 23° 46' 60 N e 86° 43' 0 E e ha un'altitudine di 138 m s.l.m..

## Società

### Evoluzione demografica
Al censimento del 2001 la popolazione di Nirsa assommava a 13.903 persone, delle quali 7.571 maschi e 6.332 femmine. I bambini di età inferiore o uguale ai sei anni assommavano a 1.983, dei quali 1.072 maschi e 911 femmine. Infine, coloro che erano in grado di saper almeno leggere e scrivere erano 8.917, dei quali 5.460 maschi e 3.457 femmine.